# AKB48のタイアップ一覧
AKB48のタイアップ一覧（エーケービーフォーティーエイトのタイアップいちらん）は、日本の女性アイドルグループ・AKB48の楽曲が使用されたタイアップの内容を一覧形式でまとめたものである。

## 一覧
2006年 - 2007年 - 2008年 - 2009年 - 2010年 - 2011年 - 2012年 - 2013年 - 2014年 - 2015年 - 2016年 - 2017年 - 2018年 - 2019年 - 2020年 - 2021年 - 2022年 - 2023年 - 2024年 - 未音源化
| 楽曲 | タイアップ | 収録作品 |
| --- | --- | --- |
| 桜の花びらたち | TBS系深夜ドラマ『ですよねぇ。』主題歌 CM：NTTDoCoMo『テレビ電話』 文化放送『AKB48 明日までもうちょっと。』オープニング・テーマ ニッポン放送『ノースリーブスの「週刊ノースリー部」』ジングル | インディーズ1stシングル『桜の花びらたち』 |
| Dear my teacher | テレビ朝日系『三竹占い』エンディング・テーマ | インディーズ1stシングル『桜の花びらたち』 |
| スカート、ひらり | 『お台場学園2006 〜文化祭〜』テーマソング メ〜テレ『POWER JAM』エンディングテーマ | インディーズ2ndシングル『スカート、ひらり』 |
| 青空のそばにいて | テレビ朝日系『三竹占い』エンディング・テーマ | インディーズ2ndシングル『スカート、ひらり』 |
| 会いたかった | TBS『ランク王国』2006年10・11月度テーマソング 毎日放送『ベリータ』エンディング・テーマ 日本テレビ『AKB1じ59ふん!』・『AKB0じ59ふん!』・『AKBINGO!』オープニング・テーマ CM：H.I.S.『H.I.S×AKB48』「2011初夢フェア篇」（替え歌） | 1stシングル『会いたかった』 |
| 制服が邪魔をする | テレビ朝日系『三竹天狗』エンディング・テーマ | 2ndシングル『制服が邪魔をする』 |
| Virgin love | テレビ東京系『ファイテンション☆デパート』オープニング・テーマ | 2ndシングル『制服が邪魔をする』 |
| 投げキッスで撃ち落せ! | テレビ東京系『ファイテンション☆デパート』エンディング・テーマ | 『チームA 3rd「誰かのために」公演アルバム』 |
| 軽蔑していた愛情 | テレビ朝日系『すくいず!』2007年4 - 6月度エンディング・テーマ | 3rdシングル『軽蔑していた愛情』 |
| BINGO! | テレビ東京系『ファイテンション☆スクール』オープニング・テーマ | 4thシングル『BINGO!』 |
| 僕の太陽 | テレビ愛知・テレビ東京系アニメ『デルトラ・クエスト』オープニング・テーマ 文化放送『AKB48 明日までもうちょっと。』エンディング・テーマ | 5thシングル『僕の太陽』 |
| 未来の果実 | 九州朝日放送『水と緑のキャンペーン 2007』テーマソング | 5thシングル『僕の太陽』 |
| 夕陽を見ているか? | 毎日放送・TBS系『ランキンの楽園』エンディング・テーマ CM：厚生労働省『2007年ユニバーサル技能五輪国際大会』 TBS系『アッコにおまかせ!』エンディング・テーマ CM：アサヒ飲料『WONDA』「タッチ篇」 文化放送『AKB48 明日までもうちょっと。』エンディングジングル | 6thシングル『夕陽を見ているか?』 |
| ロマンス、イラネ | TBS系『アッコにおまかせ!』エンディング・テーマ | 7thシングル『ロマンス、イラネ』 |
| 愛の毛布 | CM：TBS『TOKYO FANTASIA 2007』 | 7thシングル『ロマンス、イラネ』 |
| 桜の花びらたち2008 | TBS系『あらびき団』2008年2 - 3月度エンディング・テーマ | 8thシングル『桜の花びらたち2008』 |
| 最後の制服 | 日本テレビ系『第26回横浜国際女子駅伝』大会イメージソング | 8thシングル『桜の花びらたち2008』 |
| Baby! Baby! Baby! | TBS系『アッコにおまかせ!』エンディング・テーマ ファミリー劇場『AKB48 ネ申テレビ』・『AKB48 ネ申テレビSpecial』オープニング・テーマ | 9th配信限定シングル『Baby! Baby! Baby!』 |
| 大声ダイヤモンド | テレビ東京系ドラマ24『メン☆ドル 〜イケメンアイドル〜』エンディング・テーマ TBS系『アッコにおまかせ!』エンディング・テーマ 日本テレビ系『AKB600sec.』オープニング・テーマ CM：レッドライス 『NETCINEMA.TV』「AKB48 LIVE!! ON DEMAND」 | 10thシングル『大声ダイヤモンド』 |
| 10年桜 | CM：デジタルメディアマート『DMM.com』 フジテレビ系『第30回記念まつえレディースハーフマラソン』イメージソング 中京テレビ『SAKAE TA☆RO』2009年3月度エンディング・テーマ | 11thシングル『10年桜』 |
| 涙サプライズ! | CM：読売新聞『読売新聞×AKB48』「もっと、伝えたい。創刊135周年 読売新聞」 読売巨人軍創立75周年応援ソング BS11『伊集院光のしんばんぐみ』2009年6月度エンディング・テーマ ファミリー劇場『AKB48 ネ申テレビ シーズン2』オープニング・テーマ テレビ東京系『週刊AKB』エンディング・テーマ | 12thシングル『涙サプライズ!』 |
| FIRST LOVE | ルイ・ヴィトン製作短編アニメ『SUPERFLAT FIRST LOVE』イメージソング | 12thシングル『涙サプライズ!』 |
| 言い訳Maybe | TBS系『アッコにおまかせ!』エンディング・テーマ BS11『伊集院光のしんばんぐみ』2009年8月・9月度エンディング・テーマ 日本テレビ『AKBINGO!』エンディング・テーマ 日本テレビ系『天才!志村どうぶつ園』エンディング・テーマ テレビ東京系『週刊AKB』エンディング・テーマ ラジオ日本『AKB48佐藤亜美菜の「この世に小文字はいりません!」』オープニング・テーマ | 13thシングル『言い訳Maybe』 |
| RIVER | ファミリー劇場『AKB48 ネ申テレビ シーズン3』・『AKB48 ネ申テレビスペシャル2009』オープニング・テーマ 映画：『告白』挿入歌 テレビ東京系『週刊AKB』エンディング・テーマ NHK-FM『AKB48の"私たちの物語"』オープニングテーマ | 14thシングル『RIVER』 |
| 君のことが好きだから | CM：タカラトミー『闘真伝』 エンタ!371『AKB1/48』オープニング・テーマ | 14thシングル『RIVER』 |
| 桜の栞 | テレビ東京系ドラマ24『マジすか学園』主題歌 テレビ東京系『週刊AKB』エンディング・テーマ 仙台放送『あらあらかしこ』2月度エンディング・テーマ CM：レコチョク「レコチョクの部屋 AKB48篇」 CM：AOKI『AOKI×AKB48』「フレッシャーズ48コーデ 新生活篇・初めてのスーツ篇」 ファミリー劇場『AKB48 ネ申テレビスペシャル「冬の国から2010」』オープニング・テーマ CM：UHA味覚糖『ぷっちょ×AKB48』 | 15thシングル『桜の栞』 |
| マジスカロックンロール | テレビ東京系ドラマ24『マジすか学園』オープニング・テーマ | 15thシングル『桜の栞』 |
| 自分らしさ | CM：トライグループ トライ式高等学院「ダンスレッスン篇」・「大阪城ホール篇」・「自宅篇」・「渡辺麻友スタッフルーム2012篇」 | 2ndアルバム『神曲たち』 |
| 君と虹と太陽と | テレビ東京系『週刊AKB』エンディング・テーマ ファミリー劇場『AKB48 ネ申テレビスペシャル〜チーム対抗! 春のボウリング大会〜』オープニング・テーマ | 2ndアルバム『神曲たち』 |
| 僕のYELL 世界卓球ver. | テレビ東京系『世界卓球2010・世界卓球関連番組』テーマソング | 未収録（原曲は16thシングル 『ポニーテールとシュシュ』通常盤Aに収録） |
| ポニーテールとシュシュ | 日本テレビ『なるほど!ハイスクール』エンディング・テーマ フジテレビ系『クイズ!ドレミファドン!!〜芸能人最強イントロ王決定戦〜』エンディング・テーマ CM：イトーヨーカ堂『イトーヨーカドー2010 Summer Collection』「恋水着篇」・「恋ゆかた篇」 ファミリー劇場『AKB48 ネ申テレビ シーズン4』前期オープニング・テーマ | 16thシングル『ポニーテールとシュシュ』 |
| 僕のYELL | チバテレビ『高校野球ダイジェスト』挿入歌 日本テレビ系『はじめてのおつかい'10夏』挿入歌 | 16thシングル『ポニーテールとシュシュ』 |
| ヘビーローテーション | CM：UHA味覚糖『ぷっちょ×AKB48』「AKB48ちょ」「変身A篇」「変身B篇」「変身C篇」 ファミリー劇場『AKB48 ネ申テレビ シーズン4』後期・『AKB48 ネ申テレビスペシャル〜オーストラリア修学旅行〜』オープニング・テーマ CM：任天堂『JUST DANCE Wii』 | 17thシングル『ヘビーローテーション』 |
| 涙のシーソーゲーム | 日本テレビ『AKB600sec.』エンディング・テーマ | 17thシングル『ヘビーローテーション』 |
| 野菜シスターズ | CM：カゴメ『野菜一日これ一本』「これイチ/残業篇」・「これイチ/部長篇」 | 17thシングル『ヘビーローテーション』 |
| ラッキーセブン | CM：セブン-イレブン『セブン-イレブンフェア×AKB48』「おにぎり篇」・「パン篇」 | 17thシングル『ヘビーローテーション』 |
| 彼女になれますか? | CM：イトーヨーカ堂『イトーヨーカドー BODY HEATER』「ハグ篇」 | 『チームK 6th Stage「RESET」公演アルバム』 |
| あなたがいてくれたから | 映画：『TSUNAMI -ツナミ-』超日本語吹替版主題歌 | 『SET LIST〜グレイテストソングス〜完全盤』 |
| Beginner | CM：NTTぷらら・アイキャスト『AKB48×ひかりTV』「トーク篇」・「ダンス篇」・「うた篇」・「夢篇」・「持ち歌篇」 ファミリー劇場『AKB48 ネ申テレビ シーズン5』オープニング・テーマ 日本テレビ『なるほど!ハイスクール』エンディング・テーマ チャンネル3 SD『BNK48 SENPAI』テーマソング | 18thシングル『Beginner』 |
| チャンスの順番 | バンダイナムコゲームス『AKB1/48 アイドルと恋したら…』テーマソング ファミリー劇場『AKB48 ネ申テレビスペシャル〜汗と涙のスポ根祭り〜』・『AKB48 ネ申テレビスペシャル〜プロジェクトAKB in マカオ〜』オープニング・テーマ | 19thシングル『チャンスの順番』 |
| 予約したクリスマス | CM：セブン-イレブン『セブン-イレブン×AKB48』「クリスマスケーキ篇」 | 19thシングル『チャンスの順番』 |
| 胡桃とダイアローグ | CM：日本HP『HP冬コレクション feat. AKB48』「冬コレ篇」 CM：日本HP『HP春コレクション feat. AKB48』「春コレ キャンパスデビュー篇」・「春コレ オフィスデビュー篇」 | 19thシングル『チャンスの順番』 |
| 桜の木になろう | AKB48×日本テレビ 9夜連続スペシャルドラマ『桜からの手紙 〜AKB48 それぞれの卒業物語〜』主題歌 CM：セレンド『AKB48×同級生SNSのセレンド』「つながれ母校選手権」 CM：UHA味覚糖『ぷっちょ×AKB48』「卒業式篇A」・「卒業式篇B」・「卒業式篇C」 ファミリー劇場『AKB48 ネ申テレビスペシャル〜もぎたて研究生 in グアム〜』オープニング・テーマ 新潟市×NGT48太野彩香 アヤカニたーん 新潟暮らしプロモーションムービー CM：明石スクールユニフォームカンパニー | 20thシングル『桜の木になろう』 |
| 偶然の十字路 | CM：自転車協会「BAAマーク」 | 20thシングル『桜の木になろう』 |
| Everyday、カチューシャ | 東宝配給映画:『もし高校野球の女子マネージャーがドラッカーの『マネジメント』を読んだら』主題歌 CM：UHA味覚糖『ぷっちょ×AKB48』「海辺A篇」・「海辺B篇」 CM：アサヒ飲料「WONDA」『AKB48×WONDA』「映画もしドラ応援篇」 CM：トライグループ 家庭教師のトライ『家庭教師のトライ×AKB48』「AKB48夏キャンペーン1篇」・「AKB48夏キャンペーン2篇」・「AKB48合格グッズ ダイアリー&消しゴム篇」 ファミリー劇場『AKB48 ネ申テレビ シーズン6』テーマ・ソング 第84回選抜高等学校野球大会入場行進曲 フジテレビ系ドラマ『踊る大捜査線 THE LAST TV サラリーマン刑事と最後の難事件』劇中歌 | 21stシングル『Everyday、カチューシャ』 |
| これからWonderland | CM：アサヒ飲料「WONDA」『AKB48×WONDA ワンダフルルーレットキャンペーン』「朝のあいさつ篇」・「ディーラー篇」、『ワンダ 特製カフェオレ』「目を閉じちゃう」篇 | 21stシングル『Everyday、カチューシャ』 |
| ヤンキーソウル | テレビ東京系ドラマ24『マジすか学園2』オープニング・テーマ | 21stシングル『Everyday、カチューシャ』 |
| 人の力 | CM：H.I.S.『H.I.S×AKB48』「旅はあなたを元気にする!キャンペーン篇」 | 21stシングル『Everyday、カチューシャ』 |
| 少女たちよ | 映画：『DOCUMENTARY of AKB48 to be continued 10年後、少女たちは今の自分に何を思うのだろう?』主題歌 テレビ西日本『コレカラ』「HKT48の課外授業」コーナーイントロ曲 bayfm『柱NIGHT! with AKB48』オープニング・テーマ | 3rdアルバム『ここにいたこと』 |
| Overtake | テレビ東京系『世界卓球2011・世界卓球関連番組』テーマソング CM：H.I.S.『H.I.S×AKB48』「旅はあなたを元気にする!キャンペーン篇」 | 3rdアルバム『ここにいたこと』 |
| 僕にできること | CM：日本赤十字社『2011年赤十字運動月間』 | 3rdアルバム『ここにいたこと』 |
| 恋愛サーカス | テレビ西日本『コレカラ』「HKT48の課外授業」コーナーテーマ曲 | 3rdアルバム『ここにいたこと』 |
| ここにいたこと | ファミリー劇場『AKB48 ネ申テレビ スペシャル〜新しい自分にアニョハセヨ韓国海兵隊〜』テーマ・ソング | 3rdアルバム『ここにいたこと』 |
| フライングゲット | フジテレビ系ドラマチック・サンデー『花ざかりの君たちへ〜イケメン☆パラダイス〜2011』主題歌 ファミリー劇場『AKB48 ネ申テレビ シーズン7』テーマ・ソング ひかりTV『AKB48コント「びみょ〜」』エンディングテーマ（2011年9月-11月） CM：ピーチ・ジョン『ハートブラ』 CM：アパマンショップネットワーク『アパマン48キャンペーン』 CM：NTTぷらら・アイキャスト『ひかりTV by NTTぷらら』 CM：カスペルスキー『カスペルスキー2012マルチプラットフォームセキュリティ』「峯岸化ウイルスダンス篇」                                                                                    | 22ndシングル『フライングゲット』 |
| 抱きしめちゃいけない | CM：H.I.S.『H.I.S×AKB48』「スーパーサマーセール第2弾篇」 バンダイナムコゲームス『AKB1/48 アイドルとグアムで恋したら…』テーマ・ソング | 22ndシングル『フライングゲット』 |
| 青春と気づかないまま | テレビ東京系ドラマ24『マジすか学園2』エンディング・テーマ CM：グルーポン『GROUPON x AKB48 SKE48 NMB48』「教えて地元48篇」 | 22ndシングル『フライングゲット』 |
| アイスのくちづけ | CM：江崎グリコ『アイスの実』 | 22ndシングル『フライングゲット』 |
| 野菜占い | CM：カゴメ『野菜一日これ一本』「男性篇」・「女性篇」 | 22ndシングル『フライングゲット』 |
| 風は吹いている | CM：GREE『AKB48ソーシャルゲーム』 CM：ヒーローズ『月刊ヒーローズ』創刊キャンペーン CM：バンダイナムコゲームス『太鼓の達人 Wii 決定版』 ファミリー劇場『AKB48 ネ申テレビ スペシャル〜オーストラリアの秘宝を探せ!〜』テーマ・ソング ファミリー劇場『AKB48 ネ申テレビ シーズン8』テーマ・ソング（Vol.1-4） | 23rdシングル『風は吹いている』 |
| 君の背中 | CM：UHA味覚糖『ぷっちょ×AKB48』「じゃんけん選抜決定篇」 | 23rdシングル『風は吹いている』 |
| 蕾たち | CM：フルキャストマーケティング AKB OFFICIAL NET「わたしと赤ちゃん作らない?ネットでね。」 | 23rdシングル『風は吹いている』 |
| 上からマリコ | ひかりTV『AKB48コント「びみょ〜」』エンディング・テーマ（2011年12月 - ） CM：UHA味覚糖『ぷっちょ×AKB48「上からマリコ」』「ノーマル篇」・「グー篇」・「チョキ篇」・「パー篇」 CM：NTTぷらら・アイキャスト『ひかりTV×AKB48』「タクシー運転手篇」・「サディスティック女医篇」・「エリマキトカゲ篇」・「ひょっとこキャディー篇」 ファミリー劇場『AKB48 ネ申テレビ シーズン8』テーマ・ソング（Vol.5-11） | 24thシングル『上からマリコ』 |
| ノエルの夜 | CM：セブン-イレブン『AKB48 クリスマス』「ケーキ篇」・「オードブル篇」 CM：セブン&アイ『AKB48「クリスマス ドアを開けたら」』「恋人篇」・「友達篇」・「家族篇」 | 24thシングル『上からマリコ』 |
| 隣人は傷つかない | CM：日本HP『日本HP SUPPORT ANGELS NEXT starring AKB48』 | 24thシングル『上からマリコ』 |
| 呼び捨てファンタジー | CM：トライグループ 家庭教師のトライ『家庭教師のトライ×AKB48』「語りかけるAKB48 100日前 篇」・「語りかけるAKB48 50日前 篇」「語りかけるAKB48 がんばってね篇」 | 24thシングル『上からマリコ』 |
| GIVE ME FIVE! | CM：アパマンショップネットワーク『アパマン48キャンペーン』 CM：NTTDoCoMo『キミと明日へ。応援学割』「6年前の私〈応援〉篇」・「6年前の私〈ライブ〉篇」・「朗報篇」 CM：はるやま商事『フレッシャーズキャンペーン』「2012フレッシャーズ篇」 ファミリー劇場『AKB48 ネ申テレビ シーズン9』テーマ・ソング | 25thシングル『GIVE ME FIVE!』 |
| スイート&ビター | CM：セブン&アイ『バレンタインフェア』 | 25thシングル『GIVE ME FIVE!』 |
| NEW SHIP | CM：トライグループ 家庭教師のトライ『家庭教師のトライ×AKB48』「新年度生募集2012 篇」 CM：内閣府『あなたもゲートキーパー宣言!』 | 25thシングル『GIVE ME FIVE!』 |
| 真夏のSounds good ! | CM：NTTdocomo『応援学割「それぞれの、はじめる」篇』 CM：はるやま商事『男前クールビスキャンペーン』「男前クールビズ篇」 フジテレビ系『AKB自動車部』オープニング・テーマ ファミリー劇場『AKB48 ネ申テレビスペシャル〜ニュージーランドで見た幻の宇宙〜』オープニング・テーマ ファミリー劇場『AKB48 ネ申テレビ シーズン10』テーマ・ソング | 26thシングル『真夏のSounds good !』 |
| ちょうだい、ダーリン! | CM：UHA味覚糖『ぷっちょ×AKB48』「リレー篇A」・「リレー篇B」 | 26thシングル『真夏のSounds good !』 |
| ぐぐたすの空 | CM：Google『Galaxy Nexus：Google+ AKB48 ぐぐたす選抜篇』 NOTTV『AKB48のあんた、誰?』エンディング・テーマ | 26thシングル『真夏のSounds good !』 |
| 君のために僕は… | CM：GREE『AKB48 ステージファイター』 | 26thシングル『真夏のSounds good !』 |
| ファースト・ラビット | 映画：『DOCUMENTARY of AKB48 Show must go on 少女たちは傷つきながら、夢を見る』主題歌 NOTTV『AKB48のあんた、誰?』オープニング・テーマ NHK-Eテレ『いじめをノックアウト』オープニング・テーマ bayfm『柱NIGHT! with AKB48』エンディング・テーマ | 4thアルバム『1830m』 |
| 恋愛総選挙 | CM：バンダイナムコゲームス『AKB 1/149 恋愛総選挙』「フリきれるか!? 優子C 編」「フリきれるか!? 麻友B 編」「フリきれるか!? 珠理奈A 編」 | 4thアルバム『1830m』 |
| 大事な時間 | CM：アサヒ飲料『WONDA 金の微糖』「かがやく歌声篇」 「金環日食篇」 | 4thアルバム『1830m』 |
| ぐ〜ぐ〜おなか | CM：農林水産省『めざましごはん』「セリフのリレー篇」 | 4thアルバム『1830m』 |
| やさしさの地図 | CM：日本赤十字社『赤十字を知ってほしい。もっと。』「赤十字を考える。対話 赤十字マーク篇」「赤十字を考える。対話 事業篇」「赤十字を考える。対話 活動資金篇」 | 4thアルバム『1830m』 |
| 行ってらっしゃい | CM：アサヒ飲料『WONDA モーニングショット』「メッセージ篇」 | 4thアルバム『1830m』 |
| ギンガムチェック | CM：アパマンショップネットワーク『アパマン48キャンペーン』 CM：NTTぷらら・アイキャスト ひかりTV『びみょ〜な扉 AKB48のガチチャレ』 CM：UHA味覚糖『ぷっちょ×AKB48』「ぷっちょで歌のお姉さん篇」 ファミリー劇場『AKB48 ネ申テレビ シーズン11』テーマ・ソング | 27thシングル『ギンガムチェック』 |
| ドレミファ音痴 | CM：エクシング JOYSOUND『なぜAKB48が女医さん?篇』 | 27thシングル『ギンガムチェック』 |
| なんてボヘミアン | CM：セブンネットショッピング『AKB48 UNDER GIRLS 写真集』 | 27thシングル『ギンガムチェック』 |
| Show fight! | CM：日本HP『HP Ultrabook Campaign feat. AKB48』「HPデカ薄ウルトラ篇」 CM：アサヒ飲料『WONDA 日本全国じゃんけん大会』「記者会見篇」 | 27thシングル『ギンガムチェック』 |
| UZA | CM：アサヒ飲料『WONDA モーニングショット』「朝の会議編」 CM：はるやま商事『男前スマートスーツキャンペーン』「男前スマート篇」 CM：角川ゲームス『AKB48+Me』 NOTTV『AKB48のあんた、誰?』オープニング・テーマ | 28thシングル『UZA』 |
| 孤独な星空 | CM：アサヒ飲料『WONDA 金の微糖』「メール篇」 | 28thシングル『UZA』 |
| 次のSeason | CM：GREE『AKB48ステージファイター』 | 28thシングル『UZA』 |
| 正義の味方じゃないヒーロー | CM：バンダイナムコゲームス『AKB 1/149 恋愛総選挙』 | 28thシングル『UZA』 |
| 永遠プレッシャー | CM：UHA味覚糖『ぷっちょ×AKB48』「謎の新メンバー篇」 CM：2012年東京都知事選挙 CM：バンダイナムコゲームス『AKB 1/149 恋愛総選挙』 CM：NTTぷらら ひかりTV『びみょ〜な扉 AKB48のガチチャレ』 ファミリー劇場『AKB48 ネ申テレビ スペシャル〜ブロードウェイへの道!〜』テーマ・ソング | 29thシングル『永遠プレッシャー』 |
| とっておきクリスマス | CM：セブン-イレブン『AKB48 クリスマス』 | 29thシングル『永遠プレッシャー』 |
| So long ! | CM：NTTdocomo『応援学割』「AKBダケになりました篇」・「初めての告白を応援篇」 AKB48×日本テレビ 3夜連続スペシャルドラマ『So long !』主題歌 CM：一般社団法人自転車協会『BAA「つくる」篇』 | 30thシングル『So long !』 |
| Waiting room | CM：ユーキャン『AKBチャレンジユーキャン!』「WEBアテンション1篇」 | 30thシングル『So long !』 |
| そこで犬のうんち踏んじゃうかね? | CM：コーエーテクモゲームス『AKB48の野望』 | 30thシングル『So long !』 |
| Sugar Rush | 映画：『シュガー・ラッシュ』挿入歌 | 日本版「シュガー・ラッシュ サウンドトラック」 |
| さよならクロール | CM：江崎グリコ PaPiCO 「相性診断パピコ篇」・「ホントにパピコを半分こ篇」 ファミリー劇場『AKB48 ネ申テレビ シーズン12』テーマ・ソング | 31stシングル『さよならクロール』 |
| ロマンス拳銃 | CM：常盤薬品工業『眠眠打破×芹那』「この濃さ、ホンモノ」篇 | 31stシングル『さよならクロール』 |
| 恋するフォーチュンクッキー | フジテレビ『楽しくなければお台場じゃない!冒険しなけりゃ夏じゃない! お台場合衆国2013』テーマソング フジテレビ系『WONDA×AKB48 ショートストーリー「フォーチュンクッキー」』主題歌 CM：NTTぷらら・アイキャスト ひかりTV『AKB48コント「何もそこまで…」』 CM：GREE『AKB48ステージファイター』「第3回センター争奪バトル篇」 CM：エクシング JOYSOUND『AKB48公式カラオケJOYSOUND f1』 CM：任天堂『JUST DANCE Wii U』 ファミリー劇場『AKB48 ネ申テレビ シーズン13』テーマ・ソング                                                                                               | 32ndシングル『恋するフォーチュンクッキー』 |
| 愛の意味を考えてみた | CM：日本赤十字社『JOIN! 赤十字はあなたの力を待っている。』〈防災ボランティア・病院ボランティア・救急法の講習〉篇 | 32ndシングル『恋するフォーチュンクッキー』 |
| 青空カフェ | CM：スカパー!『「思い出せる君たちへ」〜AKB48グループ全公演〜』 CM：大江戸温泉物語「湯船」物語篇・「浴衣」物語篇 | 32ndシングル『恋するフォーチュンクッキー』 |
| ハート・エレキ | CM：NTTぷらら・アイキャスト ひかりTV『AKB48グループドラフト会議』 CM：mmbi NOTTV『AKB48グループドラフト会議』 CM：アサヒ飲料『WONDA 金の微糖』 | 33rdシングル『ハート・エレキ』 |
| 君だけにChu ! Chu ! | フジテレビ系ドラマ『女子高警察』主題歌（File 1-File 8） | 33rdシングル『ハート・エレキ』 |
| 鈴懸の木の道で 「君の微笑みを夢に見る」と言ってしまったら 僕たちの関係はどう変わってしまうのか、 僕なりに何日か考えた上での やや気恥ずかしい結論のようなもの | CM：アサヒ飲料『WONDA×AKB48 キャンペーン』「ワンダ限定! スペシャルイベント AKB48非売品ライブご招待!〈WONDAの先に〉篇」 CM：NTTぷらら・アイキャスト ひかりTV『AKB48コント「何もそこまで…」』・「AKB48劇場公演 ドラフト選抜篇」 CM：カルチュア・コンビニエンス・クラブ『TSUTAYA30周年 冬の生誕大感謝祭』「TSUTAYAだけ篇」・「TSUTAYAは30歳篇」 ファミリー劇場『AKB48 ネ申テレビ シーズン14』テーマ・ソング（Vol.1-2） | 34thシングル『鈴懸の木の道で 「君の微笑みを夢に見る」と言ってしまったら 僕たちの関係はどう変わってしまうのか、 僕なりに何日か考えた上での やや気恥ずかしい結論のようなもの』 |
| 選んでレインボー | フジテレビ系ドラマ『女子高警察』主題歌（File 9-17） | 34thシングル『鈴懸の木の道で 「君の微笑みを夢に見る」と言ってしまったら 僕たちの関係はどう変わってしまうのか、 僕なりに何日か考えた上での やや気恥ずかしい結論のようなもの』 |
| ぽんこつブルース | テレビ東京系ドラマ24『マジすか学園3』オープニング・テーマ | 5thアルバム『次の足跡』 |
| 動機 | テレビ東京系ドラマ24『マジすか学園3』エンディング・テーマ | 5thアルバム『次の足跡』 |
| After rain | 映画：『DOCUMENTARY of AKB48 No flower without rain 少女たちは涙の後に何を見る?』主題歌 | 5thアルバム『次の足跡』 |
| スマイル神隠し | CM：大江戸温泉物語『温泉で、ニッポンに元気を。〈夕食・宿泊〉物語篇』 | 5thアルバム『次の足跡』 |
| 僕は頑張る | CM：ユーキャン『AKBチャレンジユーキャン! 2014』「取りやすい資格篇」「勉強中篇」「WEBアテンション篇」 | 5thアルバム『次の足跡』 |
| チーム坂 | CM：スカパー!『第3回 AKB48 紅白対抗歌合戦』 | 5thアルバム『次の足跡』 |
| 前しか向かねえ | CM：ディップ『バイトル×AKB48』「卒業」篇 CM：GREE『AKB48ステージファイター』「頂上決戦」篇・「結果わかる」篇・「結果わからない」篇 CM：AKB48 Team 8 全国一斉オーディション ファミリー劇場『AKB48 ネ申テレビ シーズン14』テーマ・ソング（Vol.3-11） ファミリー劇場『AKB48 ネ申テレビ シーズン15』テーマ・ソング（Vol.1-5） | 35thシングル『前しか向かねえ』 |
| トビタテ!フォーチュンクッキー | CM：文部科学省『トビタテ! 留学JAPANキャンペーン』「AKB48アカペラ」篇 | 未収録（原曲は32ndシングル 『恋するフォーチュンクッキー』に収録） |
| 恋する充電プリウス 〜恋するフォーチュンクッキー2〜 | CM：トヨタ自動車『プリウスPHV』「郵便配達の妹」篇 | 指原莉乃 with AKB48 Team 8「恋する充電プリウス 〜恋するフォーチュンクッキー2〜」                                                                                             |
| ラブラドール・レトリバー | CM：花王『フレグランスニュービーズ』「AKBは知らなかった。」篇 CM：ディップ『バイトル』「バイトの探し方」篇 CM：ストラテジーアンドパートナーズ『AKB48 ついに公式音ゲーでました。』「神曲を、叩こう。」篇 ファミリー劇場『AKB48 ネ申テレビ シーズン15』テーマ・ソング（Vol.6-11） | 36thシングル『ラブラドール・レトリバー』 |
| 愛しきライバル | CM：スカパー!『AKB48 37thシングル 選抜総選挙 完全生中継』 | 36thシングル『ラブラドール・レトリバー』 |
| ハートの脱出ゲーム | MBSラジオ『AKB48木﨑ゆりあ 2014年のシンデレラ』テーマソング | 36thシングル『ラブラドール・レトリバー』 |
| ラブラドール・レトリバー (Team SURPRISE ver.) | CM：京楽産業. / AKS『AKB48チームサプライズ ラブラドール・レトリバー』 | 未収録 |
| 心のプラカード | CM：ディップ『バイトル』「神7 スペシャルライブ告知篇」・「ご当地グルメのバイト SKE48・NMB48・HKT48篇」・「神7 バイトAKB募集告知篇」 CM：GMOインターネット お名前.com×AKB48「東京のドメイン誕生。『.tokyo』」 CM：GREE『AKB48ステージファイター』「一緒に踊ろう篇」 CM：トヨタ自動車 TOYOTOWN「オールトヨタキャンペーン」 ファミリー劇場『AKB48 ネ申テレビ シーズン16』テーマ・ソング | 37thシングル『心のプラカード』 |
| 誰かが投げたボール | CM：日本赤十字社『JOIN!〈学生ボランティア・防災ボランティア・病院ボランティア・救急法の講習〉篇』 大丸松坂屋百貨店 大丸松坂屋オンラインショッピング「AKB48おせちプロジェクト」 MBSラジオ『AKB48木﨑ゆりあ 2014年のシンデレラ』テーマソング | 37thシングル『心のプラカード』 |
| チューインガムの味がなくなるまで | CM：スカパー!『第5回AKB48じゃんけん大会 完全生中継』 | 37thシングル『心のプラカード』 |
| セーラーゾンビ | テレビ東京系ドラマ『セーラーゾンビ』主題歌 | 37thシングル『心のプラカード』 |
| 教えてMommy | CM：江崎グリコ PaPiCO 「パピコ 大人AKB48 登場」篇・「パピコ 大人AKB48 卒業」篇 | 37thシングル『心のプラカード』 |
| バイトルローテーション | CM：ディップ『バイトル』「バイトルローテーション篇」 | 未収録（原曲は17thシングル 『ヘビーローテーション』に収録） |
| 希望的リフレイン | CM：アサヒ飲料『WONDA ワンダフルあみだくじキャンペーン』「あみだくじ編」 CM：アルペン スポーツDEPO ウィンター CM：7gogo トークアプリ『755』 CM：スカパー!『AKB48グループ 夏祭り』 ファミリー劇場『AKB48 ネ申テレビ シーズン17』テーマ・ソング | 38thシングル『希望的リフレイン』 |
| 歌いたい | CM：菓匠三全『萩の月』「仙台篇」 | 38thシングル『希望的リフレイン』 |
| 愛の存在 | 映画：『DOCUMENTARY of AKB48 The time has come 少女たちは、今、その背中に何を想う?』主題歌 | 6thアルバム『ここがロドスだ、ここで跳べ!』 |
| ここがロドスだ、ここで跳べ! | CM：スカパー!『第4回 AKB48 紅白対抗歌合戦』 | 6thアルバム『ここがロドスだ、ここで跳べ!』 |
| All of you | CM：新生銀行 新生銀行カードローン レイク『ボクにはボクの使い方 ボクのレイク』「ボクのレイクはじまる」篇 | 6thアルバム『ここがロドスだ、ここで跳べ!』 |
| 最初の愛の物語 | テレビ東京系ドラマ『セーラーゾンビ』劇中歌 | 6thアルバム『ここがロドスだ、ここで跳べ!』 |
| Green Flash | CM：GREE『AKB48ステージファイター』「特別劇場公演」篇 CM：カルチュア・エンタテインメント『AKB48グループ×Tカード』 CM：AKS NGT48 第1期生、募集。 ファミリー劇場『AKB48 ネ申テレビ シーズン18』テーマ・ソング | 39thシングル『Green Flash』 |
| マジすかFight | 日本テレビ系ドラマ『マジすか学園4』オープニング・テーマ | 39thシングル『Green Flash』 |
| 春の光 近づいた夏 | CM：ディップ『バイトル』「ご当地グルメのバイト（春の光 近づいた夏） SKE48・NMB48・HKT48篇」 CM：mmbi NOTTV『第2回 AKB48グループドラフト会議 完全生中継』 CM：大江戸温泉物語「劇場篇」 | 39thシングル『Green Flash』 |
| ヤンキーロック | 日本テレビ系ドラマ『マジすか学園4』エンディング・テーマ | 39thシングル『Green Flash』 |
| 履物と傘の物語 | NHK『みんなのうた』2015年2月 - 3月度オンエア楽曲 | 39thシングル『Green Flash』 |
| 挨拶から始めよう | CM：東海テレビ放送 AKB48 Team 8 愛知県オーディション | 39thシングル『Green Flash』 |
| 僕たちは戦わない | CM：7gogo トークアプリ『755』「AKB48選抜総選挙」篇 CM：ガーラジャパン『フリフオールスターズ』「AKB48登場!」篇 CM：ディップ『バイトル×AKB48GROUP』「ライブ告知」篇 ファミリー劇場『AKB48 ネ申テレビ シーズン19』テーマ・ソング（Vol.1-7） | 40thシングル『僕たちは戦わない』 |
| Summer side | CM：ディップ『バイトル×AKB48GROUP』「うらやむ母」篇・「パート探し（松井珠理奈さん）」篇・「ハワイで贅沢」篇・「パート探し（大島涼花さん）」篇 CM：グノシー『AKB48選抜総選挙×グノシー』「あの人もグノシー」島崎遥香編、指原莉乃・宮脇咲良編 | 40thシングル『僕たちは戦わない』 |
| バレバレ節 | CM：アサヒ飲料『ワンダ モーニングショット』「毎日朝専用」篇 | 40thシングル『僕たちは戦わない』 |
| ハロウィン・ナイト | フジテレビ『お台場夢大陸 〜ドリームメガナツマツリ〜』テーマソング CM：ディップ『バイトル×AKB48GROUP』「満足度No.1」篇 CM：GREE『AKB48ステージファイター』「ステージパレード」篇 CM：アサヒ飲料『WONDA モーニングショット』「秋登場」篇、『WONDA 金の微糖』「男の輝き」篇 ファミリー劇場『AKB48 ネ申テレビ シーズン19』テーマ・ソング（Vol.10-12） ファミリー劇場『AKB48 ネ申テレビ シーズン20』テーマ・ソング（Vol.1-8） | 41stシングル『ハロウィン・ナイト』 |
| ヤンキーマシンガン | 日本テレビ系・Huluドラマ『マジすか学園5』主題歌 | 41stシングル『ハロウィン・ナイト』 |
| 群像 | 日本テレビ系・Huluドラマ『マジすか学園5』エンディング・テーマ | 41stシングル『ハロウィン・ナイト』 |
| あの頃、好きだった人 | CM：新生銀行 新生銀行カードローン レイク | 7thアルバム『0と1の間』 |
| クリスマスイブに泣かないように | CM：鹿児島市 鹿児島観光コンベンション協会『かごしま浪漫劇場』「世界文化遺産 Ver.」・「天文館ミリオネーション2016 Ver.」・「世界文化遺産&天文館ミリオネーション2016 Ver.」 | 7thアルバム『0と1の間』 |
| 始まりの雪 | CM：ディー.オー.ディー.『冬スポ!!』「WINTER SPORTS FESTA SEASON 15」 | 7thアルバム『0と1の間』 |
| 唇にBe My Baby | CM：スカパー!『AKB48劇場 10周年特別記念公演』 CM：スカパー!『第5回 AKB48 紅白対抗歌合戦』 ファミリー劇場『AKB48 ネ申テレビ シーズン20』テーマ・ソング（Vol.9-12） ファミリー劇場『AKB48 ネ申テレビ シーズン21』テーマ・ソング（Vol.1-2） | 42ndシングル『唇にBe My Baby』 |
| 365日の紙飛行機 | NHK総合 連続テレビ小説『あさが来た』主題歌 CM：こくみん共済 coop「見上げた空に篇」 | 42ndシングル『唇にBe My Baby』 |
| やさしい place | CM：菓匠三全『萩の月』「ライブ篇」 | 42ndシングル『唇にBe My Baby』 |
| 金の羽根を持つ人よ | MBSラジオ『AKB48木﨑ゆりあ オトナやってまーす!』テーマソング | 42ndシングル『唇にBe My Baby』 |
| ずっと ずっと | CM：AKS AKB48グループチケットセンター『チームA 7th Stage「M.T.に捧ぐ」』 | 『チームA 6th Stage「目撃者」』 |
| 君はメロディー | CM：GYAO プレミアムGYAO!『祝 高橋みなみ卒業“148.5cmの見た夢”in 横浜スタジアム』配信 ファミリー劇場『AKB48 ネ申テレビ シーズン21』テーマ・ソング（Vol.3-11） | 43rdシングル『君はメロディー』 |
| 翼はいらない | Amazonプライム・ビデオドラマ『AKB48総選挙スキャンダル アキバ文書』主題歌 ファミリー劇場『AKB48 ネ申テレビ シーズン22』テーマ・ソング（Vol.1-10） | 44thシングル「翼はいらない』 |
| 夢へのルート | CM：朝日新聞社・朝日放送『バーチャル高校野球』 鹿児島テレビ『かごニュー』2016年6月度エンディング・テーマ | 44thシングル「翼はいらない』 |
| LOVE TRIP | 日本テレビ系土曜ドラマ『時をかける少女』主題歌 CM：AKS 『第2回AKB48グループ チーム対抗大運動会』DVD&BD ファミリー劇場『AKB48 ネ申テレビ シーズン22』テーマ・ソング（Vol.11） ファミリー劇場『AKB48 ネ申テレビ シーズン23』テーマ・ソング（Vol.1-3） | 45thシングル『LOVE TRIP/しあわせを分けなさい』 |
| しあわせを分けなさい | CM：リクルート『ゼクシィ』 | 45thシングル『LOVE TRIP/しあわせを分けなさい』 |
| 光と影の日々 | 朝日放送『2016 ABC夏の高校野球』応援ソング・『熱闘甲子園』テーマソング | 45thシングル『LOVE TRIP/しあわせを分けなさい』 |
| 伝説の魚 | CM：GREE『AKB48 ステージファイター』「5年前と今」篇 | 45thシングル『LOVE TRIP/しあわせを分けなさい』 |
| 光の中へ | CM：ディップ『バイトル』「AKB仲間」篇・「バイトAKBぱるる選抜レッスン」篇・「AKBドキュメンタリー」篇・「（バイト）卒業前」篇 CM：ディップ『バイトルNEXT』「NEXTステージ」篇 | 45thシングル『LOVE TRIP/しあわせを分けなさい』 |
| BLACK FLOWER | Huluオリジナルドラマ『CROW'S BLOOD』挿入歌 | 45thシングル『LOVE TRIP/しあわせを分けなさい』 |
| ハイテンション | 日本テレビ連続ドラマ『キャバすか学園』主題歌 CM：スカパー!『第6回 AKB48 紅白対抗歌合戦 独占完全放送』 CM：STU48運営事務局 STU48第1期生オーディション告知「呼びかけ篇」「思い篇」 CM：キングレコード「AKB48静岡握手会開催告知」「AKB48広島握手会開催告知」「AKB48福岡握手会開催告知」 ファミリー劇場『AKB48 ネ申テレビ シーズン23』テーマ・ソング（Vol.4-11） ファミリー劇場『AKB48 ネ申テレビ シーズン24』テーマ・ソング（Vol.1-4） | 46thシングル『ハイテンション』 |
| あの日の自分 | 映画：『存在する理由 DOCUMENTARY of AKB48』主題歌 | 8thアルバム『サムネイル』 |
| シュートサイン | テレビ朝日系連続ドラマ『豆腐プロレス』主題歌 CM：宝島社『TJMOOK AKB48 衣装図鑑 放課後のクローゼット〜あの頃、彼女がいたら〜』 ファミリー劇場『AKB48 ネ申テレビ シーズン24』テーマ・ソング（Vol.5-11） | 47thシングル『シュートサイン』 |
| 願いごとの持ち腐れ | 第84回NHK全国学校音楽コンクール・中学校の部 課題曲 NHK『みんなのうた』2017年4月 - 5月度オンエア楽曲 ファミリー劇場『AKB48 ネ申テレビ シーズン25』テーマ・ソング | 48thシングル『願いごとの持ち腐れ』 |
| #好きなんだ | CM：ヤフー AKB48から秘密のメッセージ「Yahoo! Wi-Fi 502HW編」「Yahoo! Wi-Fi 506HW編」 ファミリー劇場『AKB48 ネ申テレビ シーズン26』テーマ・ソング | 49thシングル『#好きなんだ』 |
| だらしない愛し方 | CM：リラィアブル コーチャンフォー | 49thシングル『#好きなんだ』 |
| ギブアップはしない | 『豆腐プロレス The REAL 2017 WIP CLIMAX』テーマソング | 49thシングル『#好きなんだ』 |
| 11月のアンクレット | CM：GREE『AKB48 ステージファイター』「AKB48に興味のない男 VS AKB48」 CM：宝島社『TJMOOK AKB48グループ プロフィール名鑑2018』 CM：スカパー!『第7回 AKB48 紅白対抗歌合戦 独占放送』 チバテレ『シャキット!』エンディングテーマ ファミリー劇場『AKB48 ネ申テレビ シーズン27』テーマ・ソング（Vol.1-9） | 50thシングル『11月のアンクレット』 |
| 生きることに熱狂を! | トヨタ自動車 パラスポーツ応援活動テーマソング | 50thシングル『11月のアンクレット』 |
| ジャーバージャ | ファミリー劇場『AKB48 ネ申テレビ シーズン27』テーマ・ソング（Vol.10-12） | 51stシングル『ジャーバージャ』 |
| Teacher Teacher | CM：アイア『AKB48 アルカナの秘密』 CM：スカパー!『AKB48 53rdシングル 選抜総選挙〜コンサートから午後8時まで独占生中継〜』 CM：ブランジスタゲーム『神の手』 CM：レコチョク『AKB48グループ映像倉庫』 ファミリー劇場『AKB48 ネ申テレビ シーズン28』テーマ・ソング | 52ndシングル『Teacher Teacher』 |
| センチメンタルトレイン | ファミリー劇場『AKB48 ネ申テレビ シーズン29』テーマ・ソング（Vol.1-7） | 53rdシングル『センチメンタルトレイン』 |
| 百合を咲かせるか? | 日本テレビ連続ドラマ『マジムリ学園』主題歌 | 53rdシングル『センチメンタルトレイン』 |
| NO WAY MAN | TOKYO MX『爆走ロケハンター』2018年12月エンディングテーマ ファミリー劇場『AKB48 ネ申テレビ シーズン29』テーマ・ソング（Vol.8-10） ファミリー劇場『AKB48 ネ申テレビ シーズン30』テーマ・ソング（Vol.1-6） | 54thシングル『NO WAY MAN」 |
| 池の水を抜きたい | テレビ東京系『緊急SOS!池の水ぜんぶ抜く大作戦』テーマソング | 54thシングル『NO WAY MAN」 |
| ジワるDAYS | ファミリー劇場『AKB48 ネ申テレビ シーズン30』テーマ・ソング（Vol.7-11） ファミリー劇場『AKB48 ネ申テレビ シーズン31』テーマ・ソング | 55thシングル『ジワるDAYS』 |
| サステナブル | ファミリー劇場『AKB48 ネ申テレビ シーズン32』テーマ・ソング ファミリー劇場『AKB48 ネ申テレビ シーズン33』テーマ・ソング（Vol.1-6） | 56thシングル『サステナブル』 |
| 好きだ 好きだ 好きだ | CM：トヨタレンタカー | 56thシングル『サステナブル』 |
| 失恋、ありがとう | ファミリー劇場『AKB48 ネ申テレビ シーズン33』テーマ・ソング（Vol.7-9） ファミリー劇場『AKB48 ネ申テレビ シーズン34』テーマ・ソング ファミリー劇場『AKB48 ネ申テレビ シーズン35』テーマ・ソング ファミリー劇場『AKB48 ネ申テレビ シーズン36』テーマ・ソング ファミリー劇場『AKB48 ネ申テレビ シーズン37』テーマ・ソング（Vol.3） | 57thシングル『失恋、ありがとう』 |
| 根も葉もRumor | WEB-CM：ABCマート「ニューバランス327 Walking Dance」編 | 58thシングル『根も葉もRumor』 |
| 元カレです | Webムービー：ABCマート「カコイチカワイイ」キャンペーン／ニューバランスMR530 天竜浜名湖鉄道とのコラボ | 59thシングル『元カレです』 |
| 久しぶりのリップグロス | WEB-CM：ヤクルト本社『Yakult（ヤクルト）1000』 | 60thシングル『久しぶりのリップグロス』 |
| 全力反抗期 | 映画：『ガールズドライブ』主題歌 | 62ndシングル『アイドルなんかじゃなかったら』 |
| 近いのに離れてる | アイア『AKB48ビートカーニバル』オリジナル楽曲 | 配信限定シングル『恋人いない選手権 / 近いのに離れてる』 |
| 恋人いない選手権 | アイア『AKB48ビートカーニバル』オリジナル楽曲 | 配信限定シングル『恋人いない選手権 / 近いのに離れてる』 |
| ピンと来た | テレビ東京系ドラマチューズ!『星屑テレパス』主題歌 | 64thシングル『恋 詰んじゃった』 |
| 夢見てごめん | テレビ東京系ドラマチューズ!『星屑テレパス』エンディングテーマ | 64thシングル『恋 詰んじゃった』 |
| ありふれた愛 | CM：GREE『AKB48 ステージファイター』 | 未収録 |
| 恋でもしよう | CM：バーンデストローズジャパンリミテッド『WILLSELECTION 〜Disney Marie Collection DEBUT〜』 | 未収録 |
| 私に似てる | 角川ゲームス『AKB48+Me』挿入歌 | 未収録 |
| カレーライス希望 | CM：ハウス食品 母の日カレー「母の日にAKB48と」篇 CM：ハウス食品 『2013キャンペーン』「スペシャルナイト告知」篇 CM：ハウス食品 『夏野菜×カレー』「地産地消」篇 | 未収録 |
| 恋のバイトル | CM：ディップ『バイトル』「恋のバイトル」篇・「バイトAKB ぱるる選抜募集告知」篇・「バイトルで輝こう」篇・「パート探し（松井珠理奈さん）」篇 | 未収録 |
| 月と水鏡 | テレビ朝日・ビデオパス・テレ朝動画ドラマ『AKBラブナイト 恋工場』主題歌 | 未収録 |